# Harold Macías
Harold Macías Cabrera (Cartagena, Bolívar, Colombia; 12 de junio de 1980) es un exfutbolista colombiano. Jugaba como defensa y su último equipo fue Patriotas Boyacá.

## Clubes
| Club              | País     | Año         |
| ----------------- | -------- | ----------- |
| Boyacá Chicó      | Colombia | 2005        |
| Real Cartagena    | Colombia | 2006 - 2010 |
| Junior            | Colombia | 2011 - 2013 |
| Uniautónoma F. C. | Colombia | 2014        |
| Patriotas Boyacá  | Colombia | 2014 - 2015 |

## Palmarés

### Campeonatos nacionales
| Título              | Club   | País     | Año  |
| ------------------- | ------ | -------- | ---- |
| Torneo Finalización | Junior | Colombia | 2011 |